# جینگدیجن
جینگدیجن (به لاتین: Jingdezhen) یک شهر مرکزی در جمهوری خلق چین است که در جیانگشی واقع شده‌است.

## خصوصیات
جینگدیجن ۵٬۲۵۶ کیلومترمربع مساحت و ۱٬۵۵۴٬۰۰۰ نفر جمعیت دارد و ۳۵ متر بالاتر از سطح دریا واقع شده‌است.